# Гувенли
Гувенли (тур. Güvemli) је насељено место у округу Сиврихисар у вилајету Ескишехир, Турска. Према попису из 2020. било је 42 становника.
Гувенли настањују Бошњаци, чији су се преци доселили крајем 19. века из Колашина у Црној Гори. Село се раније звало 
Гокче Махмудије.